# Branges
Branges település Franciaországban, Saône-et-Loire megyében. Lakosainak száma 2372 fő (2022. január 1.). Branges Juif, Louhans, Montret, Saint-Usuge, Savigny-sur-Seille, Sornay és Vincelles községekkel határos.

## Népesség
A település népességének változása:
| Lakosok száma | 2398 | 2378 | 2401 | 2357 | 2359 | 2354 | 2350 | 2367 | 2372 |
|               | 2013 | 2015 | 2016 | 2017 | 2018 | 2019 | 2020 | 2021 | 2022 |